# Position de l'Église catholique sur l'homosexualité
 (juillet 2014).

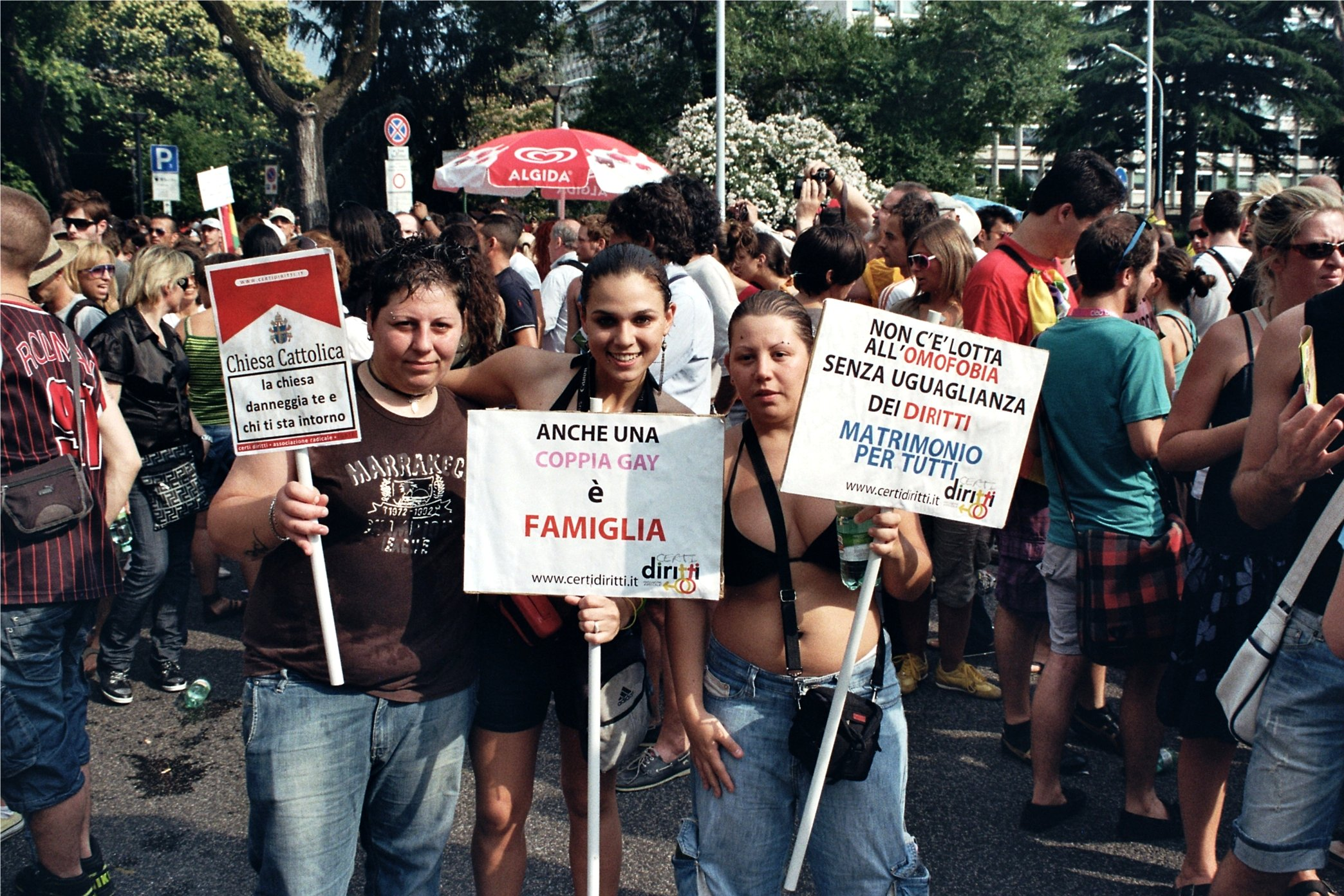
Gay Pride à Rome, 2010.

La position de l'Église catholique sur l'homosexualité est définie dans son catéchisme, mais renforcée aussi par les nombreuses prises de paroles à ce sujet par les derniers souverains pontifes tels que les papes Jean-Paul II, Benoît XVI et François.

## Position de la Bible
La Bible ne connaît pas le mot « homosexualité » mais elle évoque les relations homosexuelles. 
Dans l'Ancien Testament, les relations homosexuelles sont présentées dans le cadre de condamnations de l'inhospitalité (passages de Sodome et Gomorrhe dans le Livre de la Genèse, et de Gibéa dans le Livre des Juges) ou du rejet de la prostitution sacrée (passages du Deutéronome, des Livres des Rois et du Livre de Job). Le Livre du Lévitique condamne les relations homosexuelles masculines, jugeant dégradant pour un homme d'avoir le rôle passif durant une relation sexuelle, le rôle traditionnel des femmes. La condamnation des relations homosexuelles, masculines ou féminines, pourrait être liée au fait que ces relations ne peuvent pas être procréatives et donc ne respectent pas le commandement divin selon lequel les hommes doivent se multiplier. 
Dans le Nouveau Testament, Paul décrit les actes homosexuels comme « contre nature » (premier chapitre de l'Épître aux Romains), mais la signification de ce passage est objet de controverses parmi certains exégètes, qui discutent encore pour savoir qui sont les malakoi et les arsenokoitai dont parlent Paul et ses successeurs dans leurs épîtres (respectivement la Première épître aux Corinthiens et la Première épître à Timothée), en d'autres termes pour savoir s'il y a une condamnation des actes homosexuels en général ou seulement de la pédérastie et de la prostitution.
Certains passages bibliques ont pu avoir un sous-texte homoérotique, et certains exégètes ont pu voir des personnages engagés dans une relation homosexuelle (David et Jonathan, Ruth et Naomi) ou étant homosexuels eux-mêmes (l'eunuque éthiopien).[réf. nécessaire]

## Le Catéchisme de l'Église catholique
D'après le Catéchisme de l'Église catholique, « les actes d'homosexualité sont intrinsèquement désordonnés » et « contraires à la loi naturelle », « ils ferment l’acte sexuel au don de la vie. Ils ne procèdent pas d’une complémentarité affective et sexuelle véritable » et « ne sauraient recevoir d’approbation en aucun cas ». Cependant, il est dit qu'il faut éviter à leur égard toute marque de discrimination injuste. L'homosexualité est considérée comme une épreuve que les personnes, si elles sont chrétiennes, sont invitées à vivre dans la perspective de leur salut, en s'unissant « au sacrifice de la croix ». Elles sont appelées à la chasteté, c'est-à-dire qu'elles ne peuvent vivre de relations sexuelles, qui sont considérées comme des péchés.
Le pape François réprime le lobbying mais ne juge pas l'homosexualité.
« Le problème n'est pas d'avoir cette tendance, c'est de faire du lobbying. C'est le problème le plus grave selon moi. Si une personne est gay et cherche le Seigneur avec bonne volonté, qui suis-je pour la juger ? »
Dans un documentaire le 21 octobre 2020, le pape semble favorable à l'union civile des personnes homosexuelles. Il avait tenu des propos similaires comme archevêque de Buenos-Aires avant son élection au Saint-Siège,.
Le 18 décembre 2023, le Saint-Siège publie la déclaration pontificale Fiducia supplicans, par laquelle elle permet « de bénir les couples en situation irrégulière et les couples de même sexe, sous une forme qui ne doit pas être fixée rituellement par les autorités ecclésiales, afin de ne pas créer de confusion avec la bénédiction propre au sacrement du mariage ». Plusieurs évêques font part de leur désaccord notamment en Pologne ou aux États-Unis, rejoint par une grande part du clergé africain qui refuse de pratiquer ces bénédictions. Le Vatican répond à ces critiques le 4 janvier 2024, expliquant qu'il ne s'agit pas d'un « blasphéme ». Plusieurs évêques de l'ouest de la France annoncent restreindre les bénédictions à des individus, et ne pas bénir les couples, une position reprise par la conférence des évêques de France.